# Premi César 2008

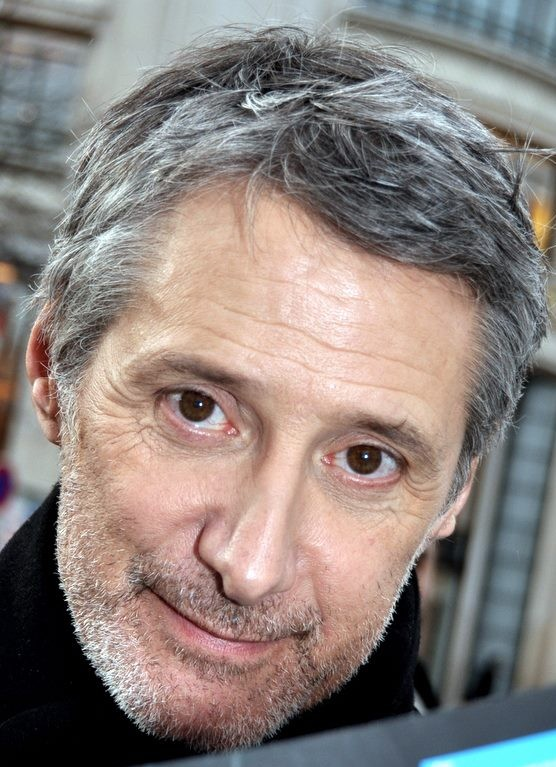
Antoine de Caunes presentatore della cerimonia

La cerimonia di premiazione della 33ª edizione dei Premi César si è svolta il 22 febbraio 2008 al Théâtre du Châtelet di Parigi. È stata presieduta da Jean Rochefort e presentata da Antoine de Caunes. È stata trasmessa da Canal+.
I film che hanno ottenuto il maggior numero di candidature (undici) sono stati La vie en rose (La Môme) di Olivier Dahan e Un secret di Claude Miller. Il film che ha vinto il maggior numero di premi (cinque) è stato La vie en rose.

## Vincitori e candidati
I vincitori sono indicati in grassetto, a seguire gli altri candidati.

### Miglior film
- Cous cous (La graine et le mulet), regia di Abdellatif Kechiche
- Persepolis, regia di Vincent Paronnaud e Marjane Satrapi
- Lo scafandro e la farfalla (Le Scaphandre et le Papillon), regia di Julian Schnabel
- Un secret, regia di Claude Miller
- La vie en rose (La Môme), regia di Olivier Dahan

### Miglior regista
- Abdel Kechiche - Cous cous (La graine et le mulet)
- Olivier Dahan - La vie en rose (La Môme)
- Claude Miller - Un secret
- Julian Schnabel - Lo scafandro e la farfalla (Le scaphandre et le papillon)
- André Téchiné - I testimoni (Les témoins)

### Miglior attore
- Mathieu Amalric - Lo scafandro e la farfalla (Le scaphandre et le papillon)
- Michel Blanc - I testimoni (Les témoins)
- Jean-Pierre Darroussin - Il mio amico giardiniere (Dialogue avec mon jardinier)
- Vincent Lindon - Ceux qui restent
- Jean-Pierre Marielle - Faut que ça danse!

### Miglior attrice
- Marion Cotillard - La vie en rose (La Môme)
- Isabelle Carré - Anna M.
- Cécile De France - Un secret
- Marina Foïs - Darling
- Catherine Frot - Lezioni di felicità - Odette Toulemonde (Odette Toulemonde)

### Migliore attore non protagonista
- Sami Bouajila - I testimoni (Les témoins)
- Pascal Greggory - La vie en rose (La Môme)
- Michael Lonsdale - La question humaine
- Fabrice Luchini - Le avventure galanti del giovane Molière (Molière)
- Laurent Stocker - Semplicemente insieme (Ensemble, c'est tout)

### Migliore attrice non protagonista
- Julie Depardieu - Un secret
- Noémie Lvovsky - Actrices
- Bulle Ogier - Faut que ça danse!
- Ludivine Sagnier - Un secret
- Sylvie Testud - La vie en rose (La Môme)

### Migliore promessa maschile
- Laurent Stocker - Semplicemente insieme (Ensemble, c'est tout)
- Nicolas Cazalé - Le fils de l'épicier
- Grégoire Leprince-Ringuet - Les chansons d'amour
- Johan Libéreau - I testimoni (Les témoins)
- Jocelyn Quivrin - 99 francs

### Migliore promessa femminile
- Hafsia Herzi - Cous cous (La graine et le mulet)
- Louise Blachère - Naissance des pieuvres
- Audrey Dana - Roman de gare
- Adèle Haenel - Naissance des pieuvres
- Clotilde Hesme - Les chansons d'amour

### Migliore sceneggiatura originale
- Abdel Kechiche - Cous cous (La graine et le mulet)
- Olivier Dahan - La vie en rose (La Môme)
- Julie Delpy - 2 giorni a Parigi (2 Days in Paris)
- Anne Le Ny - Ceux qui restent
- Laurent Tirard e Grégoire Vigneron - Le avventure galanti del giovane Molière (Molière)

### Migliore adattamento
- Marjane Satrapi e Vincent Paronnaud - Persepolis
- Claude Berri - Semplicemente insieme (Ensemble, c'est tout)
- Christine Carrière - Darling
- Ronald Harwood - Lo scafandro e la farfalla (Le scaphandre et le papillon)
- Claude Miller e Nathalie Carter - Un secret

### Migliore fotografia
- Tetsuo Nagata - La vie en rose (La Môme)
- Yves Angelo - Le deuxième souffle
- Gérard de Battista - Un secret
- Giovanni Fiore Coltellacci - Giorni di guerra (L'Ennemi intime)
- Janusz Kaminski - Lo scafandro e la farfalla (Le scaphandre et le papillon)

### Miglior montaggio
- Juliette Welfling - Lo scafandro e la farfalla (Le scaphandre et le papillon)
- Ghalia Lacroix e Camille Toubkis - Cous cous (La graine et le mulet)
- Véronique Lange - Un secret
- Richard Marizy e Yves Beloniak - La vie en rose (La Môme)
- Stéphane Roche - Persepolis

### Migliore scenografia
- Olivier Raoux - La vie en rose (La Môme)
- Françoise Dupertuis - Le avventure galanti del giovane Molière (Molière)
- Thierry Flamand - Le deuxième souffle
- Jean-Pierre Kohut-Svelko - Un secret
- Christian Marti - Jacquou le croquant

### Migliori costumi
- Marit Allen - La vie en rose (La Môme)
- Jacqueline Bouchard - Un secret
- Corinne Jorry - Le deuxième souffle
- Pierre-Jean Larroque - Le avventure galanti del giovane Molière (Molière)
- Jean-Daniel Vuillermoz - Jacquou le croquant

### Migliore musica
- Alex Beaupain - Les chansons d'amour
- Olivier Bernet - Persepolis
- Alexandre Desplat - Giorni di guerra (L'Ennemi intime)
- Zbigniew Preisner - Un secret
- Archie Shepp - Faut que ça danse!

### Miglior sonoro
- Laurent Zeilig, Pascal Villard, Jean-Paul Hurier e Marc Doisne - La vie en rose (La Môme)
- Antoine Deflandre, Germain Boulay e Eric Tisserand - Giorni di guerra (L'Ennemi intime)
- Guillaume Le Bras, Valérie Deloof, Agnes Ravez e Thierry Delor - Les chansons d'amour
- Thierry Lebon, Eric Chevallier e Samy Bardet - Persepolis
- Jean-Paul Mugel, Francis Wargnier e Dominique Gaborieau - Lo scafandro e la farfalla (Le scaphandre et le papillon)

### Miglior film straniero
- Le vite degli altri (Das leben der anderen), regia di Florian Henckel von Donnersmarck
- Ai confini del Paradiso (Auf der anderen seite), regia di Fatih Akın
- I padroni della notte (We Own the Night), regia di James Gray
- La promessa dell'assassino (Eastern Promises), regia di David Cronenberg
- 4 mesi, 3 settimane e 2 giorni (4 luni 3 săptămâni şi 2 zile), regia di Cristian Mungiu

### Migliore opera prima
- Persepolis, regia di Vincent Paronnaud e Marjane Satrapi
- Ceux qui restent, regia di Anne Le Ny
- Et toi t'es sur qui?, regia di Lola Doillon
- Naissance des pieuvres, regia di Céline Sciamma
- Tout est pardonné, regia di Mia Hansen-Løve

### Miglior documentario
- L'avvocato del terrore (L'avocat de la terreur), regia di Barbet Schroeder
- Animals in Love (Les animaux amoureux), regia di Laurent Charbonnier
- Les Lip - L'imagination au pouvoir, regia di Christian Rouaud
- Il primo respiro (Le premier cri), regia di Gilles de Maistre
- Retour en Normandie, regia di Nicolas Philibert

### Miglior cortometraggio
- Le Mozart des pickpockets, regia di Philippe Pollet-Villard
- Ousmane, regia di Dyana Gaye
- Premier voyage, regia di Grégoire Sivan
- La promenade, regia di Marina de Van
- Rachel, regia di Frédéric Mermoud

### Premio César onorario
- Roberto Benigni
- Jeanne Moreau